# Panzerkeil
Panzerkeil ("Armoured Wedge" hay "Tank Wedge") là một chiến thuật tấn công xe tăng được phát triển bởi lực lượng Kampfgruppe của Đức trên mặt trận phía Đông trong Thế chiến II. Panzerkeil đã được phát triển để đáp ứng với chiến thuật phòng thủ Pakfront của Liên Xô.

## Sử dụng

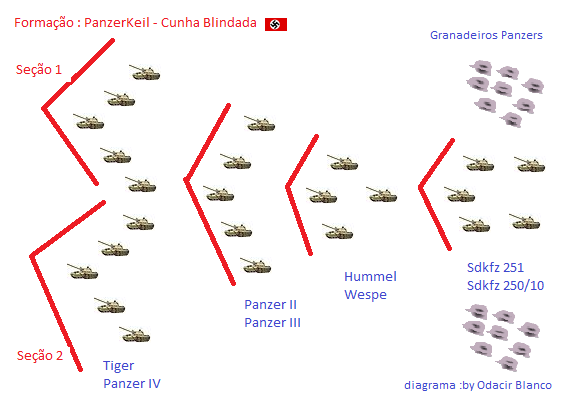
Sơ đồ chiến thuật tấn công Panzerkeil

Panzerkeil là một đội hình tấn công sử dụng xe bọc thép, phổ biến nhất là xe tăng, được hỗ trợ bởi bộ binh (Panzergrenadier) và máy bay. Các xe tăng sẽ tạo thành một đội hình nêm tiến, với các phương tiện được vũ trang và bọc thép mạnh nhất tạo thành mũi nhọn. Trong trận Kursk, Tiger I (Panzer VIE) sẽ tạo thành mũi nhọn, Panther (Panzer V) cùng với Panzer IV và Panzer III tạo thành đôi cánh.
Ưu điểm của Panzerkeil là các xạ thủ chống tăng của chiến thuật Pakfront đối địch sẽ buộc phải liên tục điều chỉnh phạm vi hoạt động của họ do chiều sâu của đội hình tấn công này. Ngoài ra, xe tăng Tiger và Panther sẽ gánh chịu nặng chủ yếu hỏa lực chống tăng của đối phương, khiến những chiếc xe tăng dễ bị thiệt hại sẽ an toàn hơn trước hỏa lực của kẻ thù.
Panzerkeil đạt được kết quả chiến đấu khác nhau. Trong Chiến dịch Citadel, Panzerkeil sử dụng các mũi nhọn của quân đoàn xe tăng Panzer 4 của Generaloberst Hermann Hoth để vượt qua hệ thống phòng thủ của Liên Xô. Trong khi đó, trong khu vực quân đoàn xe tăng Panzer 9 của Generaloberst Walter Model các đơn vị xe tăng sử dụng chiến thuật Panzerkeil đã không đạt được bước đột phá và chịu tổn thất nặng nề do hỏa lực chống tăng.
Ngoài ra còn có một số tranh cãi rằng đội hình này hiếm khi được sử dụng trong Chiến dịch Citadel do sự thiếu hụt xe tăng Tiger và hầu hết các xe tăng Panther được giao cho Sư đoàn Großdeutschland. Hơn nữa, Pioniere (công binh Đức) đã phải dẫn đầu các đội hình để dọn mìn nhằm tránh việc xe tăng Tiger bị phá hủy bởi mìn chống tăng, khi chiến sự ở Kursk nổi bật bởi việc mìn sử dụng rất nhiều.

## Biến thể
Một sự tiến hóa của Panzerkeil là "Panzerglocke", là một đội hình tấn công hình chuông, theo đó công binh bọc thép sẽ theo các xe tăng hạng nặng hàng đầu (Tiger và/hoặc Panther), xe tăng hạng nhẹ bố trí di chuyển bên sườn và một nhóm sĩ quan chỉ huy đội hình di chuyển và hoạt động hỗ trợ hỏa lực. Điều này đôi khi được sử dụng với xe tăng Panzer hạng nặng được bao quanh bởi xe tăng Panzer hạng nhẹ, đội hình có hình chuông.